# Aganang

Gemeindegebiet bis 2016

Wappen der Gemeinde

Die ehemalige Gemeinde Aganang (Aganang Local Municipality) war Teil des Distrikts Capricorn in der Provinz Limpopo in Südafrika. Ihr Name bedeutet auf Sepedi „gemeinsam bauen“. Am 3. August 2016 wurde die Gemeinde aufgelöst und das Gebiet auf die Gemeinden Polokwane (Hauptteil), Blouberg und Molemole verteilt.
Auf einer Fläche von 1.881 km² lebten annähernd 131.164 Einwohner (Stand 2011). Sitz der Gemeindeverwaltung war die Stadt Juno.
Das Motto war Mmogo re tla kgona, „Zusammen werden wir erfolgreich sein“.